# Malnazidos
Malnazidos es una película española de 2021 de terror y thriller, basada en la novela «Noche de difuntos del 38» de Manuel Martín Ferreras. Está dirigida por Javier Ruiz Caldera y Alberto de Toro y protagonizada por Miki Esparbé y Aura Garrido.

## Sinopsis
«Meses de sangrientos combates han dejado tras de sí miles de muertos en las trincheras. Jan Lozano, capitán de la quinta brigada, está a punto de ser fusilado. La única posibilidad de escapar a la sentencia de muerte es hacer frente a una misión imposible en campo enemigo. Pero un peligro mayor del esperado obligará a los bandos rivales a unirse contra un nuevo y desconocido adversario. Tendrán que dejar de lado el odio mutuo y así evitar convertirse en zombis».

## Reparto
- Miki Esparbé como Capitán Jan Lozano
- Aura Garrido como Matacuras
- Luis Callejo como Sargento
- Álvaro Cervantes como Mecha
- Jesús Carroza como Jurel
- María Botto como Sor Flor
- Manel Llunell como Decruz
- Mouad Ghazouan como Rafir
- Dafnis Balduz como Comisario
- Sergio Torrico como Brodsky
- Ken Appledorn como El Americano
- Manuel Morón como el General Lozano
- Frank Feys como el Oficial de la Waffen SS
- Oriol Ramis como Carlos
- Sanna Toivanen como Ochoa
- José Pérez Ocaña como Montoya
- Asia Ortega como Novia Pueblo
- Pol Corominas como Novio Boda

## Estreno
La película tenía pendiente su estreno para otoño de 2020, pero debido a la pandemia por el COVID-19, se aplazó al 22 de enero de 2021. Debido al tercer oleaje de la pandemia, se fijó la fecha de estreno para el 24 de septiembre. Finalmente y después de varios aplazamientos, su estreno fue el 11 de marzo de 2022.